# Vladimir Vladimirovich Chkhikvadze
Vladimir Vladimirovich Chkhikvadze, en ruso: Владимир В. Чхиквадзе, nació en 1950 y es embajador ruso.
Desde el año 2000 hasta 2004 fue Embajador Extraordinario y Plenipotenciario de Rusia en Chile.

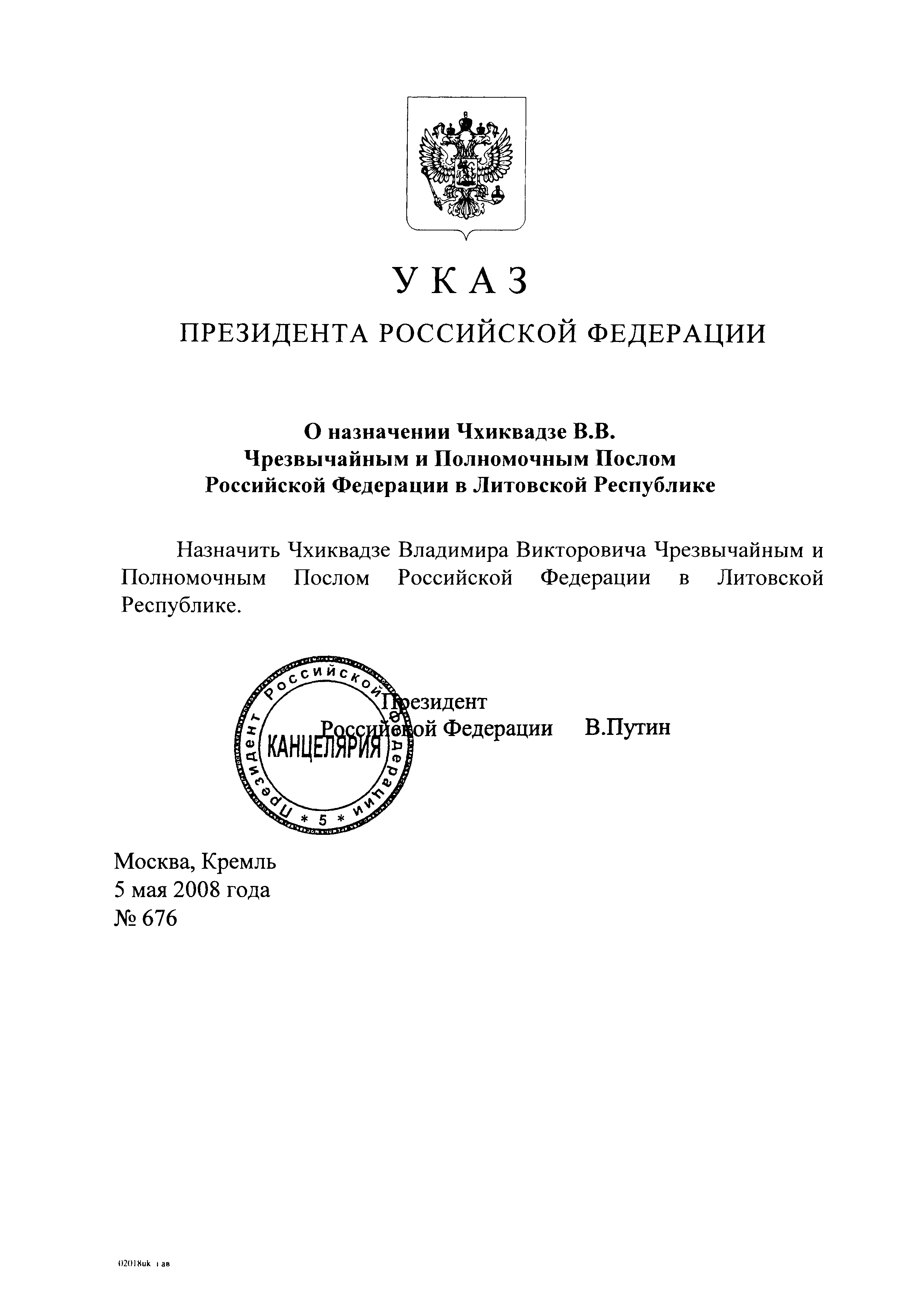
Carta de Acreditación de Vladimir Vladimirovich Chkhikvadze ante el gobierno de Lituania

. Desde 2008 es embajador en Lituania.